# Daniłowce (przystanek kolejowy)
Daniłowce (biał. Данілаўцы, ros. Даниловцы) – przystanek kolejowy w pobliżu miejscowości Daniłowce, w rejonie wołkowyskim, w obwodzie grodzieńskim, na Białorusi.